# Alfa Olsson
Alfa Sofia Olsson, född 24 juli 1914 i Kungälv, död 4 maj 1967 i Kungälv, var en svensk etnolog och museiintendent.
Hon disputerade i folklivsforskning vid Lunds universitet 1958. Avhandlingen, Om allmogens kosthåll. Studier med utgångspunkt från västnordiska matvanor, har kommit att uppfattas som en klassiker inom mathistorisk forskning.

## Biografi
Alfa Olsson var äldsta barnet i en syskonskara av tre, och växte upp i ett hem där modern skötte hushållet och fadern drev ett charkuteri. Inte särskilt mycket är känt om Alfa Olssons privatliv. Hon var ogift och bodde hela sitt liv i föräldrahemmet i Kungälv. Eftermälet vittnar om en noggrann och omtyckt forskare och arbetskamrat, tillika skicklig skribent. I sin utbildning kom Alfa Olsson att kombinera tre ämnesfält: folklivsforskning, historia och arkeologi. Hon hade läst folklivsforskning för Sigurd Erixon, historia för Curt Weibull och deltog i den arkeologiska undersökningen i Rörvik i norra Bohuslän 1935, där en av de få kända kökkenmöddingarna från stenåldern undersöktes.
Alfa Olssons arbetsplats kom under närmare trettio år att vara Göteborgs historiska museum (nuvarande Göteborgs stadsmuseum). Från att ha haft kortare anställningar på museet, i samband med fältundersökningar från 1937, och med avbrott för arbetet med avhandlingen på Folklivsarkivet i Lund, avancerade hon och blev museiassistent 1945, amanuens 1947, förste amanuens 1953, intendent 1954 och slutligen museiintendent 1964. På museet arbetade Alfa Olsson med samlingar och arkiv, utställningsproduktion och uppteckningsarbete. Hon höll även visningar och föreläste för elever från lant- och hushållsskolor. I museets katalogkort finns även spår, i form av foton som visar Alfa Olsson iförd en festklänning ur samlingarna. I museets regi fortsatte hon det maritimetnologiska insamlingsarbetet initierat av Sven T Kjellberg och Olof Hasslöf.
Med anledning av Alfa Olssons tidiga bortgång vid 52 års ålder är hennes publikationslista förhållandevis kort. Skrifterna behandlar förutom mat- och hushållshistoria även arkeologi, kyrkor, maritim kultur och staden Kungälv. Hennes geografiska intresseområde var och förblev Bohuslän. I en minnesruna framhåller studiekamraten Nils-Arvid Bringéus att: ”Hon var västsvensk inte bara till sin accent utan till hela sitt väsen”.
Alfa Olssons intresse för, och kunskap om, den bohuslänska maritima kulturen, särskilt det sociala livet och den materiella kulturen som kretsade kring den dagliga födan och hushållet, framkommer i artikeln ”Kostvanor bland fiskare i Bohuslän”, 1947. Sett i ett maritimhistoriskt perspektiv är arbetet en pionjärinsats och genushistoriskt intressant, där kvinnors villkor och arbetsuppgifter i fiskelägena lyfts fram och fördjupas. Även i artikeln ”Gåvan hugfäste släktens minne”, 1950, där den materiella kulturen kombineras med arkivmaterial och personhistoria, har kvinnor en tydlig roll. En viktig inspiratör och mentor för Alfa Olsson var Olof Hasslöf.
Gemensamt för Alfa Olssons studier är att ämnesgränserna för historia, etnologi och arkeologi korsas. Hon bedrev något som vi idag skulle beteckna tvärvetenskaplig forskning. I avhandlingen är det folkets matvanor, med soppa och kokta mjöl- och grötanrättningar som står i fokus. Hon tog ut en egen kursriktning i avhandlingen, och gick därmed emot det gängse arbetssättet i folklivsforskningen. Spåren efter ”totalinventeringar” av enskilda fenomen, artefakter och dithörande spridningskartor lyser med sin frånvaro. Det är en studie som reser frågor och problematiserar, istället för att slå fast sanningar. En inventeringsresa till Färöarna 1952 resulterade i arbetet Färöiska kostvanor, 1954, vilket knyter an till traditionen på museet med maritimetnologiska undersökningar av Nordsjö- och Atlantområdets kulturer.
Alfa Olsson utarbetade även några mindre, bebyggelsehistoriskt inriktade studier som behandlar kyrkorna i Landvetter, Härryda och Styrsö. Till Kulturhistoriskt lexikon för nordisk medeltid från vikingatid till reformationstid, 1956–1978, bidrog Alfa Olsson med flera artiklar om kosthåll, bland annat uppslagsorden ”Fiskrätter”, ”Gröt”, ”Kokning”, ”Korv” och ”Nödbröd”. I Gastronomisk kalender 1967 närmade hon sig ämnet matlagningens mödor under medeltiden.
Alfa Olsson avled 1967, 52 år gammal, och är gravsatt i familjegraven på Gamla kyrkogården i Kungälv.